# Heugon
Heugon település Franciaországban, Orne megyében. Lakosainak száma 208 fő (2018. január 1.). Heugon Chaumont, Monnai, Saint-Nicolas-des-Laitiers, Sap-en-Auge, Le Sap-André és Villers-en-Ouche községekkel határos.

## Népesség
A település népességének változása:
| Lakosok száma | 372  | 325  | 268  | 233  | 198  | 226  | 240  | 249  | 258  | 208  |
|               | 1962 | 1968 | 1975 | 1982 | 1990 | 2008 | 2013 | 2015 | 2017 | 2018 |